# Fridrajhova ataksija
Fridrajhova ataksija (FA) je retka bolest koja pogađa uglavnom nervni sistem i srce. Prvi put je ovo oboljenje opisao nemački lekar Nikolaus Fridrajh (Nikolaus Friedreich) 1863. godine po kome je bolest i dobila ime.
Glavni neurološki simptomi uključuju slabost mišića i ataksiju, gubitak ravnoteže i koordinacije pokreta. Intelekt ostaje nedirnut. Uticaj na srce se kreće od blagih do jako ozbiljnih abnormalnosti, opasnih po život. Fridrajhova ataksija je nezarazna, nasledna bolest izazvana mutiranim genom koji može da se porodično prenosi sa generacije na generaciju, a da se stotinama godina ne ispolji, te članovi porodice i ne znaju da su prenosioci. Širom sveta bolest pogađa jednog u 50.000 ljudi i pripada grupi međusobno povezanih poremećaja pod nazvom nasledne ataksije. Fridrajhovu ataksiju ne treba mešati sa spinocerebelarnom ataksijom.
Ne postoji lek za FA, ali su dostupni tretmani za srčane simptome, kao i neki od metoda za kontrolu ataksije i mišićne slabosti. Zahvaljujući ovome, kao i činjenici da FA ne utiče na smanjenje mentalnih funkcija, mnogi oboleli vode aktivan život: završavaju fakultete, zapošljavaju se, stvaraju porodicе.
U toku su istraživanja mogućih tretmana Fridrajhove ataksije. Tokom kliničkih istraživanja, neki od lekova su pokazali obećavajuće rezultate u vezi sa usporavanjem toka bolesti, kod srčanih smetnji i do značajnih poboljšanja. Postoji nada da isti lekovi mogu prevazići FA–napad na nervni sistem.

## Uzroci
Uzrok ove bolesti nalazi se u nedostatku proteina frataksin. Naučnici veruju da protein frataksin reguliše nivo gvožđa u mitohondrijama, ćelijskim organelama koje koriste kiseonik za proizvodnju energije. Gvožđe je od suštinske važnosti za ovaj proces, ali ako je nivo neiskorišćenog, slobodnog gvožđa u mitohondrijama previsok, onda ono može da izazove oksidativni stres – usled čega dolazi do stvaranja slobodnih radikala. Jedna od teorija kaže da frataksin deluje kao skladište za gvožđe oslobađajući ga samo kada je to potrebno. U svakom slučaju, kada je frataksina nedovoljno, gvožđe se u mitohondrijama ćelija gomila do abnormalnih vrednosti, dolazi do oksidativnog stresa koji dalje dovodi do oštećenja mitohondrija, pa zatim i same ćelije. Mitohondrije deluju kao osnovni izvor energije za skoro sve ćelije u našem telu, što verovatno objašnjava zašto FA utiče na ćelije nervnog sistema, srca, a često i druga tkiva. Najžešće je pogođena kičmena moždina i periferni nervi koji povezuju kičmenu moždinu sa mišićima telima i čulnim organima.
Fridrajhova ataksija, takođe, utiče na funkciju malog mozga koji pomaže planiranju i koordiniranju pokreta. Kada odlučite da pomerite ruku, nervne ćelije u mozgu pošalju električni signal kičmenoj moždini koja preko perifernih nerava daje naredbu mišićima ruku. I dok se ruka pomera, osećate da se kreće, jer nervne ćelije preko perifernih nerava šalju nazad signal nervnim ćelijama mozga. U FA ovaj protok senzornih informacija putem perifernih nerava i kičmene moždine je najteže pogođen. Takođe i mišićna kontrola električnih signala iz malog mozga i kičmene moždine je narušena. U kombinaciji, ovi problemi dovode do progresivnog gubitka ravnoteže, koordinacije i snage mišića koje karakterišu FA.

## Bolesnici
FA ima svoj početak obično u detinjstvu, između 10. i 15. godine starosti, ali se može dijagnostikovati od 2. do 50. godine. Raniji početak se obično povezuje sa težim tokom bolesti. Za većinu obolelih, ataksija je prvi simptom, a ostali, uključujući i srčane probleme, javljaju se kasnije. Redosled i težina simptoma zavisi od osobe do osobe, FA je jako individualno oboljenje, kažu da ne postoje dve osobe sa istom FA.

### Ataksija, slabost i spasticitet
Obično, ataksija prvo utiče na noge i torzo, dovodi do čestog saplitanja, nestabilnog hoda. Mogućnost održavanja ravnoteže i koordinacije pokreta tokom vremena nastavljaju da opadaju, a mišići u nogama postaju slabi i lako se umaraju, tako da oboleli sve teže hoda. Između 5 i 15 godina nakon početka bolesti dolazi se do vezanosti za invalidska kolica. Nekoliko godina kasnije, ljudi sa FA mogu imati problema sa govorom i njihove reči doživljavamo kao spor, ćudljiv obrazac, poznatiji kao kaskadni govor, odnosno – dizartrija. Ovaj problem je uzrokovan nekoordinacijom i slabošću jezika i drugih mišića lica, a ne oštećenjem jezičkih veština ili intelekta. Kod nekih se, takođe, razvijaju problemi sa gutanjem, odnosno – disfagija, koja može da dozvoli hrani da uđe u disajne puteve, što može dovesti do gušenja ili respiratornih infekcija.
Kasnije u bolesti, ataksija ruku i šaka može dovesti do ometanja finih motornih radnji, kao što je recimo pisanje. Kod mnogih je snaga i koordinacija gornjeg dela tela očuvana i više godina nakon gubitka sposobnosti hodanja. Spasticitet (grčevi, bol u mišićima) je zajedničko kod svih sa FA, uglavnom u poodmakloj fazi bolesti.

### Senzorna oštećenja
Gubitak osećaja za dodir, takođe može biti jedan od simptoma FA, ali se često može otkriti samo kroz laboratorijska ispitivanja. Neka vrsta zbunjenosti u smislu određivanja gde je telo postavljeno u prostoru je odlika početnih stadijuma bolesti, dok je problem sa percepcijom svetlosti, bola i temperature vezan kod nekih za kasnije faze. Kod malog broja obolelih, FA dovodi i do oštećenja čula vida i sluha.

### Skeletne abnormalnosti
Određene skeletne abnormalnosti su uobičajene kod FA. Kod mnogih je prisutna inverzija (okrenuta stopala ka unutra), a nešto više od polovine obolelih imaju pes cavus – skraćeno stopalo sa visoko podignutim svodom. Onima koji još uvek hodaju, ovaj deformitet može izazvati pojavu zadebljanja i plikova na tabanima. Kod dve trećine obolelih je prisutna ozbiljna i agresivna skolioza kičme koja može da izazove bol. Ove skeletne abnormalnosti se često javljaju kod neuromišićnih bolesti, jer dok jedni mišići oko kostiju su oslabili, drugi su još uvek jaki i vuku kosti u nenormalne položaje. Međutim, budući da se pes cavus i skolioza javljaju rano u FA (kod nekih je skolioza čak i prvi simptom), postoji spekulacija da nedostatak frataksina direktno utiče na razvoj kostiju.

### Srčani problemi
Anomalije srca se javljaju kod 75% osoba sa FA, ali su razlike u ozbiljnosti i težini nalaza: kod nekih je anomalija tako mala, jedva primetna i kroz specijalna laboratorijska ispitivanja. Međutim, kod većine su srčani problemi opasni po život, tako da su problemi sa srcem vodeći uzrok smrti kod FA.
Hipertrofija miokarda leve komore je uobičajeni nalaz kod FA, odnosno uvećanje srčanog mišića koja sužava krvlju ispunjenu komoru u srcu, smanjuje crpne kapacitete, a može dovesti i do aritmije koja se ne može adekvatno i efikasno prilagoditi zahtevima tela. Ekstremni zamor, bol u grudima, kratak dah mogu biti simptomi smanjenja srčane funkcije. Ako se ovi simptomi javljaju redovno, potrebno je obavezno se javiti svom kardiologu.
U početku, logično, lekari su se fokusirali na neurološki problem kod FA, jer je to bio najistaknutiji fizički nalaz. Međutim, i srce je pod značajnim uticajem, i često je uzrok mortaliteta kod FA-bolesnika. Istraživači sada počinju da prate mehanizme koji dovode do kardio problema i pokušavaju da daju odgovore zašto i kako je srce pod uticajem u ovoj bolesti i kako može da se pomogne. Mišićna vlakna FA-srca često postaju gusta i srce ne može da funkcioniše normalno. Ovo izaziva opasne aritmije. Traži se način za smanjenjem debljine srčanog mišića, kao i metod koji bi poboljšao osnovnu funkciju. Iako srce i dalje steže dobro, i može efikasno da pumpa krv, povećana debljina zida srca znači da komore ne mogu tako lako da se napune krvlju. U tom slučaju, srcu je teško da prilagodi količinu ispumpane krvi sa onim nedostatkom koji se javlja pri ulasku u srce zbog zadebljanja. To takođe znači da srce neće tolerisati velike promene u zapremini krvi kao što je slučaj kod operacije skolioze i da će zbog toga doživeti dodatni stres. Veće obrazovanje i lekara i porodica o prirodi ovih srčanih disfunkcija kod FA je neophodno, kao i što više kliničkih studija o uticaju FA na srce.
Naučnici se nadaju da će dati odgovore na sledeća tri pitanja:
- mehanizam srčanih disfunkcija kod FA
- kako poboljšati funkciju srca, kako poboljšati kvalitet života, smanjiti smrtnost i produžiti životni vek
- razlog da je kod nekih pacijenata pogođeno srce, a kod drugih nije. Ovo je veoma zbunjujući aspekt FA.

### Dijabetes
Oko 10% ljudi sa FA ima dijabetes, a još 20% ima blagi oblik koji se zove pozvana glukoza. Oba nastaju kada pankreas smanjuje svoju proizvodnju insulina. Čini se da je kod FA ovo direktna posledica nedostatka frataksina u pankreasu.

## Životni vek
Studije 1980-ih i 1990-ih dovele su do zaključka da je prosečni životni vek osoba sa Fridrajhovom ataksijom bio oko 30 do 40 godina nakon postavljanja dijagnoze. Pored srčanih slabosti i dijabetesa, moguća je pojava i kancera koja utiče na skraćenje životnog veka. Svakodnevni napredak medicine je u znatnome doprineo kako produžetku životnog veka, tako I poboljšanju kvaliteta života obolelih.

## Tretman Fridrajhove ataksije
Istorijski gledano, tretmani za FA ciljaju više specifične simptome nego samu bolest i u velikoj meri takav oblik lečenja i dalje čini standard nege FA-obolelih. Srećom, hipertrofična kardiomiopatija, kao simptom koji najviše ugrožava život kod FA, može biti kontrolisan tretmanima razvijenim za upotrebu u opštoj populaciji. Na primer, neki lekovi (ACE inhibitori, diuretici i beta blokatori) mogu smanjiti opterećenje srca, a pejsmejker ili lekovi mogu da stabilizuju aritmiju srca. Mada, krajem 2010. godine pojavilo se mišljenje uglednog dr Pejna koji smatra da beta blokatori nisu dobro rešenje, već bi trebalo koristiti ACE inhibitore koji olakšavaju rad srca širenjem krvnih sudova i smanjivanjem krvnog pritiska. Isto tako, dijabetes se može kontrolisati primenom insulina.
Postoje hirurške procedure za ispravljanje deformiteta stopala i skolioze i obično su efikasni. (Jedan oblik operacije skolioze se zove kičmena fuzija, jer podrazumeva ispravljanje kičme, a zatim postavljanje malih delova kostiju koji rastu zajedno sa kičmenim kostima i drže ih na mestu.).
Iako ne postoji način da se zaustavi progresija ataksije i mišićne slabosti kod FA, više vrsta rehabilitacionih terapija mogu olakšati pacijentima da se izbore sa ovim problemima. Na primer, fizikalni terapeut može da pomogne istezanjem napregnutih mišića, čime se poboljšava njihovu fleksibilnost. Takođe, logoped može da popravi snagu mišića lica i poboljšati govor i gutanje.
Donedavno, to bi bili jedini tretmani koji su vredni pokušaja kod FA, ali su otkriće frataksina i njegove uloge u regulaciji gvožđa i saznanje uloge oksidativnog stresa otvorili vrata da se napori istraživača usmere na osnov procesa bolesti, dakle da se tretira i sama FA, ne samo simptomi.
Antioksidansi – hemijska jedinjenja koja pomažu da se prirodnim putem unište slobodni radikali i na taj način se organizam štiti od oksidativnognog stresa. Ova grupa lekova puno obećava kod FA. Neki su testirani samo u laboratorijskim uslovima, ali drugi, kao što su Koenzim Q10, vitamin E i Idebenon, testirani su u kliničkim istraživanjima. Koenzim Q10 je mali molekul prisutan u mitohondrijama gde učestvuje u ključnim biohemijskim reakcijama pomoću kojih se proizvodi energija u ćeliji.
Takođe, klinička ispitivanja pokazuju da Koenzim Q10 u kombinaciji sa vitaminom E može da poveća proizvodnju energije u srcu obolelih od FA. Idebenon, sintetički oblik Koenzima Q10, napravio je još više uzbuđenja jer je dokazano da smanjuje uvećano srce kod ljudi sa FA.

## Dijagnoza
Neurolog ima na raspolaganju nekoliko testova za utvrđivanje Fridrajhove ataksije. Tipično, se prvo izvrši nekoliko osnovnih fizičkih ispita i pažljivo razmotri porodična istorija. Posebna pažnja i vreme se posvećuje testiranju refleksa. Rani gubitak refleksa je gotovo univerzalna karakteristika FA. Nakon toga, neurolog mora da koristi specijalizovane testove za procenu funkcija mišića i nerava. Elektromiografija (EMG) je postupak kojim se elektrode ubacuju u mišić, a aparat snima generisane električne signale tokom kontrakcije. Test brzine nervne provodljivosti (NCV) vrši se postavljanjem površine elektroda na kožu na raznim mestima oko nerava. Jedna elektroda odašilje mali šok nervima, a druga vrši zapis nervnih odgovora. Pošto FA oštećuje nerve, odgovori su manjih vrednosti nego normalni.
Magnetna rezonanca (MR) ili kompjuterska tomografija (CT) može biti izvršena kada se traže veće promene u malom mozgu, ali one su češće kod spinocerebelarnih ataksija nego kod FA. Konačno, neurolog će uzeti uzorke krvi i urina. Oba će se koristiti za proveru hemijskih neravnoteža koje se javljaju kod drugih bolesti, sem kod FA. Možda najvažnije, ćelije u krvi sadrže DNK, koji se može koristiti za genetičko testiranje. Iako novije studije opisuju da retke varijante FA nisu vezane za gen frataksina, testovi za frataksin mutacije su veoma pouzdani i mogu se koristiti kako bi potvrdili ili isključili dijagnozu u skoro svim slučajevima. Genetički testovi se takođe mogu koristiti i prenatalno, kao i za određivanje statusa prenosioca.

## Naslednost
Mutacije se tiho prenose kroz generacije, jer se bolest nasleđuje po autozomno – recesivnom obrascu. U svakoj ljudskoj ćeliji se nalazi 46 hromozoma, odnosno 22 para tzv. autozomnih hromozoma i dva polna hromozoma (dva X hromozoma, ili jedan X i jedan Y). Od tih 46 hromozoma, 23 hromozoma (jedan set od 22 autozomna hromozoma i jedan polni hromozom) su nasleđeni od jednog roditelja, a 23 hromozoma od drugog roditelja. Gen za FA se nalazi na 9. autozomu. Recesivno znači da je za pojavu bolesti potrebno da osoba i od oca i od majke nasledi po jedan mutiran gen. Kod recesivnih oboljenja se osobe koje imaju jedan mutiran i jedan zdrav gen označavaju kao prenosioci bolesti i kod njih se simptomi bolesti neće pojaviti. Dakle, može izgledati da je FA došla „iz vedra neba“. Ali u stvarnosti, oba roditelja su nosioci FA, i ne znajući za to. 1 od 100 ljudi širom sveta su FA-nosioci, ali u nekim etničkim grupama je frekvencija i veća.
Najčešći tip mutacije frataksinskog gena se zove nestabilna ekspanzija broja trinukleotidnih ponovaka. Normalno, gen sadrži 5 do 33 ponavljanja tri slova hemijske fraze „GAA“, ali kod ljudi sa FA moguće su stotine ovakvih ponavljanja. Veći broj ponovaka ima tendenciju da bolest izazove ranije i uzrokuje njeno brže napredovanje. U nekim slučajevima je situacija malo komplikovanija: ekspanzije broja trinukleotidnih ponovaka pripadaju tzv. dinamičkim mutacijama. To znači da se broj ponovaka u genu može promeniti prilikom prenošenja na potomstvo. Kod ovakvih oboljenja, zavisno od broja ponovaka koji nose, geni se označavaju kao normalni, premutirani ili mutirani.
Kod FA, kao normalni geni su označeni oni koji imaju od 5 do 33 ponovaka i oni se prenose stabilno kroz generacije, tj najčešće bez promene broja ponovaka. Kao premutirani geni (ili normalni mutabilni geni) su označeni oni koji imaju od 34 do 65 ponovaka. Ovakvi geni ne dovode do bolesti, ali prilikom prenošenja na potomstvo može doći do velikog povećanja broja ponovaka (ekspanzije) i nastanka pravih mutiranih gena koji imaju od 66 do 1700 ponovaka i dovode do nastanka bolesti. Kod oko 98% bolesnika, i u genu nasleđenom od oca i genu nasleđenom od majke postoji ova GAA ekspanzija (homozigotna ekspanzija). Samo 2% obolelih ima ekspanziju na jednom genu (heterozigotna ekspanzija), ali se zato u drugom nalazi mutacija koja po tipu nije ekspanzija GAA ponovaka nego tzv. tačkasta mutacija.
Broj ponovaka utiče na neke osobine bolesti: 
- šećerna bolest i kardiomiopatija se mahom javljaju kod bolesnika sa većim brojem GAA ponovaka (> 650-700)
- postoji obrnuta korelacija između broja ponovaka i starosti na početku bolesti (što je veći broj ponovaka, bolest će verovatno ranije početi).

## Spoljašnje veze
- „Udruženje za pomoć i podršku obolelim od Fridrajhove ataksije”. Архивирано из оригинала 17. 06. 2016. г.
- Nacionalna organizacija za retke bolesti Srbije

|  | Molimo Vas, obratite pažnju na važno upozorenje u vezi sa temama iz oblasti medicine (zdravlja). |